# Yushin Maru No.3 (schip, 2007)
De Yushin Maru № 3 (Japans: 第三勇新丸, Daisan Yūshin Maru) is een Japans schip dat formeel gezien onderzoek doet naar walvissen. Het schip is eigendom van het Institute of Cetacean Research, een Japanse organisatie die de Japanse jacht op walvissen exploiteert. De Yushin Maru No. 3 is in 2007 gebouwd en daarmee het jongste schip van de Japanse walvisvloot. De Yushin Maru no. 3 heeft de Shonan Maru vervangen, die verkocht is aan de Misaki Fisheries High School.

## Functie
De Yushin Maru No. 3 is ontworpen als harpoensschip. Met een harpoen schiet de Yushin Maru No. 3 walvissen. Bij penetratie ontploft een granaat, waardoor de walvis ernstig verzwakt wordt. De walvis wordt indien hij nog niet dood is doodgeschoten met een geweer. Hun acties zijn omstreden omdat ze in een walvisreservaat bij Antarctica jagen onder het mom van onderzoek doen. De walvis wordt versleept naar het walvisfabrieksschip, de Nisshin Maru.
Walvisfabrieksschip:
Nisshin Maru

Harpoenschepen:
Shonan Maru 2 · Yushin Maru · Yushin Maru No.2 · Yushin Maru No.3

Ondersteunend vaartuig:
Hiyo Maru · Kaiko Maru